# Делла Моника, Николь
Николь Делла Моника (итал. Nicole Della Monica; род. 3 июня 1989, Трескоре-Бальнеарио, Ломбардия) — итальянская фигуристка, выступавшая в одиночном и парном катании.
Делла Моника начинала карьеру в качестве фигуристки-одиночницы, была бронзовым призёром чемпионата Италии (2005). Затем перешла в парное катание, с 2007 по 2011 год выступала совместно с Янником Коконом. Они дважды выигрывали чемпионат Италии (2009, 2010) и были участниками Олимпийских игр (2010).
В 2011 году партнёром фигуристки стал Маттео Гуаризе, в паре с которым она становилась бронзовым призёром Универсиады (2013), серебряным призёром Гран-при Финляндии и России (2018), семикратной чемпионкой Италии (2016—2022) и участницей Олимпийских игр (2014, 2018, 2022). В 2022 году Делла Моника завершила соревновательную карьеру.

## Карьера
Вплоть до сезона 2006—2007 Николь Делла Моника занималась в одиночном разряде, и в 2005 году стала бронзовой медалисткой национального чемпионата.
В середине сезона 2010—2011 пара с Коконом, пропустившая национальный чемпионат 2011 года, распалась. Николь собиралась завершить карьеру из-за хронической травмы колена, однако, позже передумала и составила пару с Маттео Гуаризе с которым они собирались выступить на чемпионате Италии 2012 года, однако снялись с соревнований после короткой программы. Их первым международным турниром стала «Bavarian Open», где они заняли 3-е место и заработали технический минимум, необходимый для выступления на чемпионатах ИСУ. На чемпионате мира 2012 года заняли 15-е место. На Чемпионате Европы 2013 года показали 9-й результат.
В конце ноября 2015 года на Кубке Варшавы спортсмены заняли второе место, но значительно улучшили свои прежние спортивные достижения. На чемпионате страны в декабре 2015 года фигуристы впервые стали чемпионами Италии. На европейское первенство в Братиславу фигуристы попали лидерами сборной. Однако фигуристы выступили как всегда. В начале апреля в Бостоне на мировом чемпионате итальянская пара сумела остановиться на пороге десятке лучших мировых пар. Это было их лучшим достижением в спорте.
Новый предолимпийский сезон пара начала в Бергамо с Трофея Ломбардии, где в сложной борьбе фигуристы со своим товарищам по итальянской сборной завоевали первое место и попутно ненамного улучшили свои прежние достижения в произвольной программе. В конце октября итальянские фигуристы выступали на этапе Гран-при в Миссиссоге, где на Кубке федерации Канады заняли предпоследнее место. На своём втором в сезоне выступление на этапе Гран-при в Китае итальянская пара заняла на Кубке Китая место в середине турнирной таблицы, при этом они превзошли свои прежние достижения в короткой программе. В начале декабря пара выступала в Хорватии на турнире Золотой конёк Загреба, где они в упорной борьбе заняли второе место. Однако через несколько часов после соревнований судейская бригада отодвинула россиян на второе место. На национальном чемпионате в декабре 2016 года в Энье фигуристка во второй раз подряд в упорной борьбе выиграла золотую медаль. В конце января итальянские фигуристы выступали на европейском чемпионате в Остраве, где финишировали в конце десятки, но при этом улучшили свои прежние достижения в сумме и короткой программе. В конце марта итальянские парники выступали на мировом чемпионате в Хельсинки, где заняли место во второй десятке. При этом были улучшены прежние достижения в короткой программе и незначительно в сумме.
В сентябре итальянская пара начала олимпийский сезон дома в Бергамо, где на Кубке Ломбардии они финишировали с серебряными медалями. В начале октября в Эспоо, на Трофее Финляндии, пара финишировала с серебряными медалями. Им также удалось незначительно улучшить свои прежние достижения в сумме и произвольной программе. Ещё через месяц пара выступала на китайском этапе в Пекине серии Гран-при, где они финишировали в середине турнирной таблицы. В середине ноября пара выступила на французском этапе Гран-при, где они заняли третье место. При этом они улучшили свои прежние достижения в сумме и короткой программе. В середине декабря в Милане спортсмены в очередной раз уверенно стали чемпионами страны. В Москве на континентальном чемпионате в середине января пара выступила не совсем удачно они сумели финишировать в конце шести лучших пар Старого Света. В начале февраля ещё до открытия Олимпийских игр в Южной Корее пара начала соревнования в командном турнире. Они в Канныне финишировала в середине турнирной таблицы. В финальной части турнира спортсмены не приняли участия. В дальнейшем сборная Италии финишировала рядом с пьедесталом. Через пол недели начались соревнования в индивидуальном турнире. Спортсмены выступили успешно они не значительно улучшили все свои прежние достижения и финишировали десятыми.
В 2022 году Делла Моника завершила соревновательную карьеру.

## Спортивные достижения

### в парном катании
(С М. Гуаризе)
| Соревнования                            | 2011—2012 | 2012—2013 | 2013—2014 | 2014—2015 | 2015—2016 | 2016—2017 | 2017—2018 | 2018—2019 |
| --------------------------------------- | --------- | --------- | --------- | --------- | --------- | --------- | --------- | --------- |
| Олимпийские игры Личные соревнования    |           |           | 16        |           |           |           | 10        |           |
| Олимпийские игры Командные соревнования |           |           |           |           |           |           | 4         |           |
| Чемпионаты мира                         | 15        | 14        | 16        | 14        | 11        | 13        | 5         | 8         |
| Чемпионаты Европы                       |           | 9         | 8         | 6         | 6         | 8         | 6         | 4         |
| Финал Гран-при                          |           |           |           |           |           |           |           | 5         |
| Чемпионаты Италии                       | WD        | 2         | 2         | 2         | 1         | 1         | 1         | 1         |
| Этапы Гран-при: Cup of China            |           |           |           | 5         |           | 5         | 4         |           |
| Этапы Гран-при: Trophée Eric Bompard    |           |           | 8         | 6         | С         |           | 3         |           |
| Этапы Гран-при: NHK Trophy              |           | 7         |           |           |           |           |           |           |
| Этапы Гран-при: Rostelecom Cup          |           | 7         |           |           |           |           |           | 2         |
| Этапы Гран-при: Skate Canada            |           |           |           |           |           | 6         |           |           |
| Этапы Гран-при: Хельсинки               |           |           |           |           |           |           |           | 2         |
| Зимние Универсиады                      |           |           | 3         |           |           |           |           |           |
| Мемориал Ондрея Непелы                  |           | 3         |           |           |           |           |           |           |
| Международный кубок Ниццы               |           | 3         | 7         | 1         |           |           |           |           |
| Icechallenge                            |           |           |           |           | 3         |           |           |           |
| Bavarian Open                           | 3         |           |           |           |           |           |           |           |
| Кубок Варшавы                           |           |           |           |           | 2         |           |           |           |
| Золотой конёк Загреба                   |           |           |           |           | 6         | 1         |           |           |
| Кубок Ломбардии                         |           |           |           |           |           | 1         | 2         | 3         |
| Finlandia Trophy                        |           |           |           |           |           |           | 2         |           |
| Командный чемпионат мира                |           |           |           |           |           |           |           | 6         |

- С — соревнование не было завершено.
- WD = снялись с соревнований.

(С Я. Коконом)
| Соревнования                  | 2007—2008 | 2008—2009 | 2009—2010 | 2010—2011 |
| ----------------------------- | --------- | --------- | --------- | --------- |
| Зимние Олимпийские игры       |           |           | 12        |           |
| Чемпионаты мира               |           | 18        |           |           |
| Чемпионаты Европы             |           | 6         | 6         |           |
| Чемпионаты мира среди юниоров | 14        |           |           |           |
| Чемпионаты Италии             | 1J.       | 1         | 1         |           |
| Этапы Гран-при:Cup of China   |           |           |           | 6         |
| Этапы Гран-при:Rostelecom Cup |           |           | 5         |           |
| Coupe de Nice                 |           |           |           | 2         |
| Золотой конёк Загреба         |           | 2         |           | WD        |
| NRW Trophy                    |           | 1         | 1         |           |

- J = юниорский уровень.

### в одиночном катании
| Соревнования                          | 2004—2005 | 2005—2006 | 2006—2007 |
| ------------------------------------- | --------- | --------- | --------- |
| Чемпионаты Италии                     | 3         |           | 6         |
| Merano Cup                            |           |           | 2         |
| Юниорские этапы Гран-при, Чехия       |           |           | 6         |
| Юниорские этапы Гран-при, Польша      |           | 11        |           |
| Юниорские этапы Гран-при, Канада      |           | 12        |           |
| Юниорские этапы Гран-при, Белград     | 16        |           |           |
| Dragon Trophy                         |           |           | 2         |
| Европейские юношеские Олимпийские дни |           |           | 2         |